# Plaza Prim (Reus)
La plaza Prim es el espacio público central de la ciudad de Reus (Tarragona) España. En ella conectan las calles de San Juan, San Lorenzo, Raval de Jesús, calle Monterols, Raval Santa Ana y Llovera. Lleva el nombre del general Juan Prim y Prats que tiene una estatua ecuestre dedicada en el centro de la plaza.
La plaza tiene cuatro lados diferentes: al sur el antiguo Hotel de Londres es hoy un edificio sobre todo para oficinas y la famosa peluquería masculina Jordi con varios premios y reconocimientos internacionales; en el norte, el antiguo Casino (ahora es un establecimiento de la cadena Viena) está flanqueado por el teatro Fortuny y el Círculo de señores a la izquierda y el antiguo edificio de la Banca Catalana (ahora Optica Salas) a la derecha; al este todo son casas antiguas con tiendas en la planta baja; y al oeste las dos grandes entidades bancarias, el BBVA y el Banco Santander.